# Jack Delano
Pour les articles homonymes, voir Delano.
Jack Delano  (1er août 1914 - 12 août 1997), né à Kiev, est un photographe américain. Il est célèbre pour avoir pris des photos sur l'activité ferroviaire aux États-Unis.
Il émigre aux États-Unis en 1923 et se forme comme illustrateur à la Pennsylvania Academy of Fine Arts (Académie des Beaux Arts de Pennsylvanie).

## Lien interne

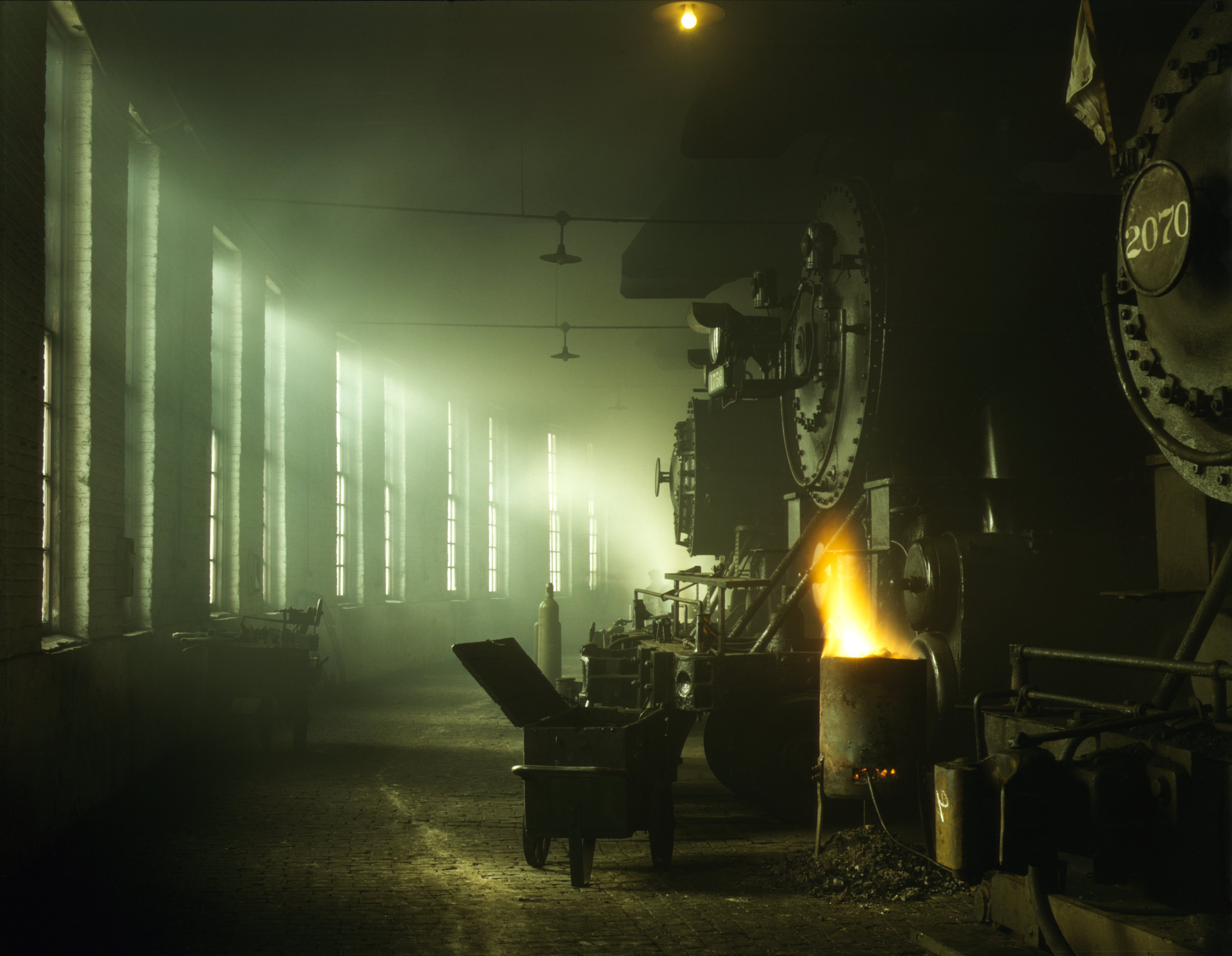
Locomotives-Roundhouse, par Jack Delano